# Neotrichia falca
Neotrichia falca är en nattsländeart som beskrevs av Ross 1938. Neotrichia falca ingår i släktet Neotrichia och familjen smånattsländor. Inga underarter finns listade i Catalogue of Life.